# Schatz von Vinkovci

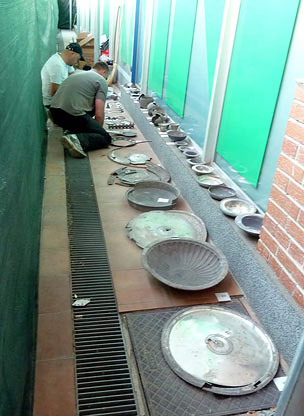
Gefäße aus dem Schatzfund von Vinkovci

Der Schatz von Vinkovci ist ein spätantiker Hortfund, der im März 2012 in Vinkovci in Kroatien entdeckt worden ist.
Der Hort besteht aus 48 silbernen Objekten und wurde im Zuge einer Ausgrabung im historischen Zentrum von Vinkovci, dem antiken Cibalae, gefunden. Zu dem Inventar gehören Auftrageplatten, Schüsseln, Schalen und Löffel. Einige Objekte sind teilweise vergoldet bzw. mit Niello verziert. Eine Platte trägt eine Herstellerinschrift ANTONINVS FECIT AQVIL(eia) (Antoninus hat es in Aquileia gemacht).